# Nuno Gomes dos Santos
Nuno Gomes dos Santos, (Lisboa, 10 de Janeiro de 1947) é um escritor, autor e compositor português. 

## Biografia
Nuno Gomes dos Santos nasceu em Lisboa, no dia 10 de Janeiro de 1947. 

É licenciado em História pela Faculdade de Letras de Lisboa e foi jornalista no “Diário de Lisboa”, “Tele Semana”, “Musicalíssimo”, “A Capital”, “Primeiro de Janeiro”, “Se7e”, “Diário Popular” e “Jornal de Letras”, desempenhando funções desde colaborador a chefe de redacção. Foi fundador de "O Diário".
Foi professor de Jornalismo durante sete anos no Liceu (actual Escola Secundária) D. Dinis.
É técnico de informação na Câmara Municipal de Almada há 26 anos.
Viu os seus primeiros poemas publicados no “Juvenil”, do “Diário de Lisboa”, aos 19 anos.
Autor de canções e músico, integrou o grupo Intróito, a partir de finais dos anos 60, que participou no programa Zip-Zip e no Festival RTP da Canção mas, principalmente nos primórdios do movimento "Canto Livre", de resistência à ditadura, actuando por todo o país e também em Espanha e Alemanha, antes e depois do 25 de Abril. 
É, aliás, nesta área que apresenta o seu maior contributo com obras escritas e também musicadas para Paulo de Carvalho, Samuel, Carlos Mendes, Helena Isabel, Luisa Basto, Simone de Oliveira, Maria Guinot, Carlos Alberto Moniz, Fernando Tordo, Paco Bandeira, Paulo Brissos, Pedro Miguéis, Katia Guerreiro, Manuela Bravo, só ou em parceria, entre outros, com Ary dos Santos,  Nuno Nazareth Fernandes, João Mota Oliveira, José Calvário, Tó Zé Brito, Pedro Osório, Samuel, Maria Guinot, Carlos Mendes, Paco Bandeira, Jan Van Dijck, Arlindo de Carvalho, Silvestre Fonseca,  José Jorge Letria.
Foi (e é), também, intérprete de cantigas, primeiro integrado no grupo “Intróito” e depois a solo, num duo com Helena Isabel e em espectáculos partilhados com Samuel, Carlos Alberto Moniz, Maria do Amparo, José Carlos Ary dos Santos, Carlos Paredes, Adriano Correia de Oliveira, Zeca Afonso, António Vitorino de Almeida, Vitorino, Fausto, Fernando Tordo, Alexandre Ribeiro, Ana Alves, Manuel Loureiro, Edmundo Silva, José Jorge Letria, João Maria Tudela, Manuel Freire, João Fernando, Luísa Basto, Carlos Mendes, Júlia Babo, João Heitor, Sandra Costa e outros.
Foi autor e realizador, com José Jorge Letria e Ribeiro Cardoso, da série “De Casa de Seus Pais Desapareceu”, para a RTP.

## Actividade como Compositor, Autor e Cantor
Com uma larga experiência musical e de cantautor, são centenas as obras escritas e compostas para um vasto leque de artistas de renome das quais se destacam:
- “Palavras Abertas”, letra de Ary dos Santos, música de Nuno Gomes dos Santos, intérprete "Intróito” (Festival RTP da Canção, 1971);
- “Esta Festa das Cidades”, letra de Nuno Gomes dos Santos e José Jorge Letria, música de Nuno Nazareth Fernandes, intérprete João Henrique (Festival RTP da Canção, 1972);
- “Canti-Lena”, letra,  música e interpretação de Nuno Gomes dos Santos (não editada em disco);
- “Notícia”, letra, música e interpretação de Nuno Gomes dos Santos (não editada em disco);
- “Tabernáculo”, letra, música e interpretação de Nuno Gomes dos Santos (não editada em disco);
- “Baila a Vida na Rodinha”,letra, música e interpretação de Nuno Gomes dos Santos (não editada em disco);
- “Poema Pena” letra de Nuno Gomes dos Santos, música de Nuno Nazareth Fernandes, intérprete Tonicha, prémio para a melhor letra das Olimpíadas da Canção de Atenas;
- “No Dia Seguinte”, letra de Nuno Gomes dos Santos, música de Jan Van Dijck, intérprete Paulo Brissos (Festival RTP da Canção, 1993);
- “Quem Te Há-de Cantar”, letra de Nuno Gomes dos Santos, música de Jan Van Dijck, intérprete Pedro Miguéis;
- “E Afinal Quem És Tu”, letra de Nuno Gomes dos Santos, música de José Calvário, intérprete Helena Isabel;
- “Ainda Um Jardim Aqui”, letra de Nuno Gomes dos Santos, música de José Calvário, intérprete Samuel (Comemorações do dia 10 de Junho);
- “Navegar”, letra de Nuno Gomes dos Santos, música e interpretação de Samuel (não editada em disco)
- “A Alegria Vinha no Jornal”, letra de Nuno Gomes dos Santos, música de José Calvário, intérprete Samuel (“hino” dos jornalistas);
- “Minha Lisboa de Mim”, letra de Nuno Gomes dos Santos, música de Silvestre Fonseca, intérprete Katia Guerreiro;
- “Minha Vida, Meu Amor” - autor de todas as letras daquele que é considerado o melhor trabalho discográfico de Luísa Basto, com músicas de Nuno Nazareth Fernandes e Paulo de Carvalho e orquestrações de Samuel;

Percorreu diversos palcos em todo o país e várias cidades do mundo integrando os então "Cantos Livres" em centenas de espectáculos, inicialmente com o grupo Introito e, depois, como Cantautor, antes e depois do 25 de Abril de 1974.
Integrou ainda o célebre espectáculo de 29 de Março de 1974, no Coliseu dos Recreios, o Encontro da Canção Portuguesa, marcado pela forte presença da polícia política que impediu que Zeca Afonso cantasse a maior parte do seu repertório e, curiosamente, contribuindo para uma maior enfatização de "Grândola, Vila Morena" que viria a juntar inúmeros artistas em palco, incluindo os Introito.
Nuno Gomes dos Santos fez ainda parte integrante como cantor e produtor do espectáculo de homenagem póstuma à carreira musical e à intervenção humana e social de Pete Seeger, realizado no Cinema São Jorge a 5 de Março de 2014;

## Outras Actividades
Nuno Gomes dos Santos é, ainda, um interveniente activo no âmbito do movimento cultural associativista tendo, desde muito cedo, integrado, como dirigente, muitas colectividades da margem sul, nomeadamente no Concelho de Almada que é conhecida como a "Capital do Associativismo".